# Bernard Saladin d'Anglure
Bernard Saladin d'Anglure, né le 2 mai 1936 à Paris et mort le 13 février 2025 à Toulouse,, est un anthropologue et ethnologue canadien d'origine française.
Son travail est principalement lié à l'étude des Inuit du Nord du Canada, s'intéressant notamment aux pratiques de chamanisme et aux conceptions du genre. Théoricien ayant d'abord étudié l'analyse structurale sous Claude Lévi-Strauss, il s'est fait reconnaître grâce à sa méthodologie innovante et son travail sur le concept de « troisième sexe ». Il est professeur émérite à l'Université Laval,.

## Biographie
Saladin d'Anglure est né en France en 1936. À l'âge de 19 ans, il voyage au Canada en tant que boursier de la Fondation nationale des Bourses Zellidja. Il voyage à travers le Nord du Québec, et passe plusieurs semaines à Quaqtaq, au Nunavik.
À son retour du Nord, d'Anglure entreprend une maîtrise en anthropologie à l'Université de Montréal, et obtient son diplôme en 1964. Il reçoit un doctorat en ethnologie de l'École pratique des hautes études de Paris en 1971. Durant ses études supérieures, il voyage au Canada en tant qu'assistant de l'anthropologue Claude Lévi-Strauss au Nunavik.
De retour au Canada en 1971, il obtient un poste permanent de professeur au département d'anthropologie de l'Université Laval, département qu'il dirige jusqu'en 1974. Ses recherches portent principalement sur le Nunavik et l'Île de Baffin et se concentrent notamment sur la communauté de Igloulik et sur le chamanisme inuit.
Ses activités de chercheur en font un pionnier de l'étude anthropologique des peuples inuits. En 1977, il fonde Études Inuit Studies, une revue internationale bilingue réunissant des travaux provenant de différentes disciplines des sciences humaines et portant sur l'étude des sociétés inuits traditionnelles et contemporaines. Il est le fondateur de la Inuit Studies Conference, ainsi que du Inuit and Circumpolar Studies Group, qui ont contribué de manière significative aux sciences sociales arctiques au Canada. D'Anglure reçoit du gouvernement du Canada le « Prix de la recherche scientifique sur le Nord » en 2001.

## Travail anthropologique

### Contributions méthodologiques
D'Anglure a été un pionnier de l'anthropologie visuelle. Avec Asen Balikci, il fut l'un des premiers utilisateurs des techniques audiovisuelles pour enregistrer les données ethnographiques chez les Inuits, et a produit plus de vingt films.
Il a produit des films ethnographiques de longue durée, notamment Igloolik, notre terre, en partenariat avec Michel Treguer. Le film explore comment le mode de vie traditionnel des Inuit est affecté par des changements tels que l'avènement de maisons préfabriquées et les débuts du processus de création du Nunavut.
Il a travaillé en étroite collaboration avec l'équipe de production de Atanarjuat (2001), film primé se déroulant à Igloolik, et premier long-métrage en inuktitut. Il a publié un complément historique et ethnographique au film, intitulé Au Pays des Inuits: Un film, un peuple, une legende (2002).
Tout au long de son travail d'anthropologue, d'Anglure a été un défenseur de l'autonomie, de l'expression et de la reconnaissance des Inuits, encourageant leur réappropriation de leur culture et des données anthropologiques. En 1974, il fonde l'association Inuksiutiit Katimajiit, un organisme à but non lucratif dont la mission est de faire revenir aux Inuits les données de recherche, tels que les cartes d'utilisation des terres et des arbres de parenté, produites par les chercheurs en sciences sociales. Il a aidé à traduire le premier roman en langue inuktitut, Sanaaq, écrit par Mitiarjuk Attasi Nappaaluk et édité en 1983 en français,, puis dans une version entièrement revue en 2022, aux éditions Dépaysage.

### Contributions théoriques
Saladin d'Anglure est l'auteur d'une volumineuse contribution à la littérature scientifique concernant la culture inuit, en particulier en ce qui concerne les rapports de genre et la cosmogonie. Il est l'auteur de cent seize articles, dix-sept livres, et diverses autres publications sur le sujet.
Dans Être et renaître inuit, homme, femme ou chamane (2006), il explore notamment la conception des chamanes inuit comme des « passeurs de frontière », pouvant naviguer entre les mondes spirituel et matériel et correspondant à un troisième genre distinct du masculin et du féminin, explore la conception de la réincarnation présente dans les récits faits par des individus de leurs vies passées ou de leurs expériences intra-utérines, et discute des liens qui existent entre la mythologie inuite et les rapports de genre.
Bien que son analyse ait été fortement influencée par l'école structuraliste, Saladin d'Anglure s'est souvent écarté des théories de Claude Lévi-Strauss. Il a maintenu une relation professionnelle étroite avec ce dernier, qui a écrit la préface de Être et renaître inuit, dans laquelle il va jusqu'à déclarer l'ouvrage un futur classique.

## Publications (sélection)
- Igloolik Nunavut: Igloolik notre terre, avec Michel Truguer (1976)
- Au Pays des Inuit: Un Film, un Peuple, une Légende (2002)
- Être et renaître Inuit. Homme, femme, ou chamane (2006)